# Серебрякова, Анна Егоровна
А́нна Его́ровна Серебряко́ва (в девичестве Рощакова) (в среде революционеров Анна Степановна Резчикова) (1857, Тобольская губерния, Российская империя — конец 1920-х гг., СССР) — общественная деятельница, близкая к социал-демократам, агент Департамента полиции.

## Биография
Окончила Московские высшие женские курсы профессора В. И. Герье, вела политический отдел по иностранной литературе в газете «Русский курьер». Участвовала в работе общества Красного Креста для политических заключённых, снабжала посетителей своего клуба-салона марксистской литературой, предоставляла квартиру для собраний и т. п. В её квартире бывали большевики А. В. Луначарский, Н. Э. Бауман, А. И. Елизарова (старшая сестра В. И. Ленина), В. А. Обух, В. П. Ногин, «легальный марксист» П. Б. Струве и многие другие. В её доме в 1898 г. собирался Московский комитет РСДРП.
C 1885 (по другим данным — раньше) до 1908 года — секретная сотрудница Московского охранного отделения, работала под агентурными псевдонимами «Мамаша», «Туз», «Субботина» и др. Начинала (вместе с мужем — Павлом Серебряковым) с нелегальной революционной работы в 1880-е гг. Мужа арестовали, когда он неосторожно купил типографский шрифт для организации газеты «Самоуправление», а начальник Московского охранного отделения А. С. Скандраков, под угрозой ареста Анны Егоровны, вынудил её дать согласие работать в качестве агента на Департамент полиции.
В 1907 году отошла от активной общественной деятельности, ввиду болезни глаз (катаракта).
Разоблачена В. Бурцевым в газете «Русское слово» в ноябре 1909 года, на основании информации, полученной от бывшего сотрудника Департамента полиции Л. П. Меньщикова.
Летом 1910 года состоялся межпартийный суд, который не смог ничего решить, ввиду отсутствия документальных доказательств «провокаторской деятельности» А. Е. Серебряковой.
После Октябрьской социалистической революции новая власть начала поиск и судебное преследование бывших агентов Департамента полиции.
А. Е. Серебрякова была арестована осенью 1924 года. Судебные заседания проходили в здании Московского окружного суда с 16 по 27 апреля 1926 года.
Учитывая преклонный возраст и инвалидность (слепоту) суд приговорил А. Е. Серебрякову к 7 годам лишения свободы с зачётом срока, отбытого в следственном изоляторе (1 год 7 месяцев).
Умерла в заключении.

## Муж и дети
Павел Алексеевич Серебряков, муж Анны Егоровны, был автором серьёзных работ по научной разработке вопросов страхования. Квалифицированный специалист, математик по образованию, бывший преподаватель, он вносил в исследование вопросов страховой статистики научные методы, неоднократно выступал также с докладами, публиковал статьи в периодических изданиях.
Работал в Московской губернской земской управе. Земство ценило П. Серебрякова. Среди сослуживцев пользовался уважением, как опытный и образованный работник, но считался угрюмым, необщительным человеком.
При разоблачении деятельности А. Е. Серебряковой в газетах, активно отстаивал доброе имя своей жены. В ходе разбирательств с представителями прессы, которые ещё не имели документальных свидетельств о «провокаторской деятельности» Серебряковой, закрыл дело «по примирению сторон» и получил денежную компенсацию.
После ознакомления с неопровержимыми доказательствами «провокаторской» деятельности жены — развёлся с А. Е. Серебряковой.
Сын — П. П. Серебряков отказался от общения с матерью, дочь от тяжёлых переживаний заболела психическим заболеванием.

## Деятельность агента полиции Серебряковой
- В 1888 г. — провал группы «Самоуправление»;
- В 1892 г. — провал группы писателя Н. М. Астырева;
- В 1894 г. — ликвидация нелегальной типографии «Народного права» в Смоленске;
- В 1896 г. — провал социал-демократической организации «Рабочий Союз»;
- В 1897 г. — дополнительная ликвидация «Рабочего Союза»;
- В 1898 г. — провал руководящих органов Бунда;
- В 1900 г. — ликвидация социал-демократической организации «Южный Рабочий»;
- В 1902 г. — провал Московского комитета РСДРП;
- В 1903 г. — провал группы Н. Н. Авдеева и М. Д. Сладкопевцева;
- В 1905 г. — арест федеративного комитета по подготовке восстания в Москве.

## Оценка заслуг правительством России
Руководители Московского охранного отделения, Департамента полиции и Министр внутренних дел Российской империи П. А. Столыпин высоко ценили деятельность А. Е. Серебряковой, как агента по борьбе с революционным подпольем. По их инициативе выплачивались единовременные пособия в 1908 году (5000 руб.) и 1910 году (500 рублей). В феврале 1911 года по ходатайству Министра внутренних дел император Николай II утвердил назначение Серебряковой пожизненной пенсии (получала с февраля 1911 года по январь 1917 года) 100 рублей в месяц, что в общей сумме полученных выплат составило 12 400 рублей.
На протяжении своей деятельности в качестве агента А. Е. Серебрякова ежемесячно получала суммы на содержание из средств Департамента полиции. Они вне всякого сомнения были больше, чем ежемесячная пенсия (точная сумма выплат неизвестна).